# نزاع السودان (2023–الآن)
اشتباكات السودان 20663 أو نزاع السودان 2023 هي حرب أهلية بدأت في الخامس عشر من نيسان/أبريل 2023 بين القوات المسلحة السودانية التي يقودها رئيس مجلس السيادة الإنتقالي الفريق أول ركن عبد الفتاح البرهان وبين قوات الدعم السريع تحت قيادة محمد حمدان دقلو (حميدتي).تركّزت الاشتباكات في يومها الأول في العاصمة الخرطوم (ولاية الخرطوم) وخصوصًا في محيطِ القصر الرئاسي وفي مطار الخرطوم الدولي لكنها امتدَّت في الأيام اللاحقة لمدن وبلدات أخرى تقعُ في ولايات ثانية وتحديدًا الولاية الشمالية و‌ولايات دارفور (الشمال، والجنوب، والشرق، والغرب). تسبَّبت هذه الاشتباكات في تفاقم الوضع الإنساني في السودان وفي موجات نزوح كبيرة كما نجمَ عنها حتى الـ 22 من نيسان/أبريل مقتل حوالي 250 مدنيًا وإصابة أكثر من ألف آخرين بحسبِ إحصائيات نقابة أطباء السودان، فيما أشارت منظمة الصحة العالمية لأرقام أكبر وتكادُ تصل الضعف بحيثُ شملت عدد القتلى في صفوف المدنيين وفي صفوفِ الطرَفين المتحاربين مع توقّعات بأنّ الأرقام أكبر بكثير في ظلّ استمرار المعارك وصعوبة الحصول على أرقام دقيقة من على الأرض.
بدأَ هذا النزاع بهجماتٍ خاطفة شنتها قوات الدعم السريع على مواقع حكومية رئيسية في العاصمة وذلك بعد أيامٍ من الاستعداد وحشدِ القوات، فيما ردَّت القوات المسلحة السودانية عبر جيشها على الأرض واستعملت سويعات من بداية الاشتباكات الطيران الحربي فضلًا عن قوات المدفعيّة لصدّ هجمات الدعم السريع وشنّ هجمات مماثلة وأخرى هجوميّة في مناطق مختلفة من ولاية الخرطوم ومن ولايات أخرى. تميّزت هذه الاشتباكات في أسبوعها الأول بتبادل الاتهامات بين الطرفين المتناحرين وبتضارب الأنباء حيثُ أعلن الطرفين سيطرتهما على العديد من المواقع الحكومية الرئيسية بما في ذلك القصر الرئاسي ومطار الخرطوم الدولي وتلفزيون السودان ومواقع أخرى، لكنّ الوضع على الأرض ظلَّ متأرجحًا  وفي شدّ وجرٍ بين الطرفين دون تغيير حقيقي أو مؤثر في أماكن السيطرة.
تبادلَ الطرفين كذلك الاتهامات بخصوص تلقّي دعمٍ خارجي، حيث ذكرت قوات الدعم السريع في بيانٍ لها يوم الـ 16 من أبريل أن قواتها تعرّضت لقصفٍ من طائرة أجنبيّة في بورتسودان، فيما ذكر الجيش السوداني في الـ 18 من أبريل رصده لدعم محليّ وإقليمي حصلت عليه قوات الدعم السريع. مع استمرار المعارك ودخولها اليوم العاشر، قامت عشرات الدول العربيّة والأوروبيّة والولايات المتحدة ودول أخرى بعمليّات إجلاء وإخلاء لبعثاتها الدبلوماسيّة ولمواطنيها من العاصمة الخرطوم ومن مدن أخرى في السودان.

## الخط الزمني

### 15 أبريل
سرت أخبارٌ في ساعات الصباح الأولى من يوم الخامس عشر من نيسان/أبريل عن حصولِ اشتباكٍ مسلح في منطقة المدينة الرياضية جنوب العاصمة السودانية الخرطوم، ثمّ سرعان ما انتشرت أخبارٌ عن وقوع اشتباكات أخرى في أماكن ثانية من بينها مدينة مروي الواقعة شمالًا، وطالت الاشتباكات مناطق أخرى جنوب العاصمة مع سماعِ أصوات انفجارات وإطلاق نيران. بدأت الاشتباكات حينَ انتشرت قوات الدعم السريع حول المدينة الرياضية، فتعرضت للهجومِ من طرف الجيش السوداني. سارعت قوات الدعم السريع لنشر بيانٍ طويل ذكرت فيه اقتحام مقرّاتها في العاصمة من طرفِ «قوة كبيرة» من القوات المسلحة السودانية، واصفةً ما حصلَ بـ «الاعتداء الغاشِم»، كما دعت الشعب السوداني إلى التماسك فيما وصفتها بـ «اللحظة التاريخية الحرجة». استمرَّت وتيرة الاشتباكات في التصاعد وبحلول العاشرة صباحًا (توقيت السودان) سُمعت أصوات إطلاق نارٍ في منطقة الخرطوم بحري على مقربةٍ من منشآتٍ تتبعُ لقوات الدعم السريع. امتدَّ الصراع والاشتباك ليصلَ حدّ مدينة أم درمان التي صُوّرت منها مقاطع فيديو تُظهر نشر مدافع ومركبات مدرعة في الوقتِ الذي كانت تسري فيه اشتباكات متفرقة ومتقطّعة في العاصمة، كما حصلت اشتباكاتٌ بالقربِ من مقر إقامة عبد الفتاح البرهان رئيس مجلس السيادة الانتقالي في جمهورية السودان.
بدأَ عددٌ من المواطنين القاطنين في العاصمة السودانيّة في الهروب من منازلهم وسطَ الاشتباكات وأظهرت مقاطع فيديو تمّ تداولها على مواقع التواصل الاجتماعي هروب جماعي لبعضهم نحو مناطق أكثر أمنًا. تصاعدت حدّة القتال كثيرًا بحلول الحادية عشر صباحًا بالتوقيت المحليّ، حيثُ سُمعَ انفجارٌ عنيفٌ هزَّ منطقة الجريف قرب جسر المنشية شرق الخرطوم، ثمّ أُغلقَت الطرق المؤدية للقصر الرئاسي وسط العاصِمة بالمدرعات الثقيلة التي تتبعُ الجيش. تبيَّن أنَّ الاشتباكات تدورُ تحديدًا بين هذا الأخير وبين قوات الدعم السريع التي حاولت السيطرة على القصر الرئاسي وعلى أماكن أخرى استراتيجيّة بما في ذلك مقرّ القيادة العامة للجيش وبيت الضيافة التي دارت اشتباكاتٌ عنيفة على مقربةٍ منه. استهدفَ الجيش السوداني مقر رئاسة قوات الدعم السريع بالخرطوم والذي يقعُ بالقربِ من مقرّ القيادة العامة للجيش الذي كان يشهدُ هو الآخر اشتباكات بين الطرفين. أُغلقَت الجسور في العاصِمة كما توقَّفت حركة الطيران في مطار الخرطوم الدولي وسطَ كلّ هذه الاشتباكات وعمليات إطلاق النار. نشرت قوات الدعم السريع بيانًا جديدًا دعت فيهِ المواطنين للوقوف إلى جانبها مؤكّدة على أنها «ستُواصل جهودها من أجل حماية المكتسَبات»، كما طالبت أفراد القوات المسلحة ممَّن وصفتهم بـ «الشرفاء» إلى مساندتها، لكنَّ الإعلام العسكري بالجيش السوداني ردَّ على بيانِ قوات الدعم التي يصفها بـ «المتمردة» مؤضّحًا أنها «تنشرُ الأكاذيب».
تضاربت التصريحات قُبيل انتصاف نهار الخامس عشر من أبريل، حيث ذكرت مصادر تتبعُ لقوات الدعم السريع سيطرة الأخيرة على القصر الجمهوري وبيت الضيافة ومطارات الخرطوم ومروي والأبيض، لكنَّ الجيش السوداني نفى هذه الأخبار في بيانٍ جديدٍ مضيفًا أنها «محض إشاعة ونوع من الحرب النفسية». تبادلَ الطرفان الاتهامات كذلك، كما أعلنَ كل منهما أنَّ قائده في مكانٍ آمن ويُشرف على العمليّة بنفسه حيث ذكر قائد الحرس الرئاسي بالجيش أنَّ البرهان موجودٌ في مكان آمن ويُتابع العمليات العسكرية بنفسه، ومثله فعلَ المستشار السياسي لقائد الدعم السريع الذي صرَّح لوسائل إعلام عربيّة ودولية أنَّ حميدتي في مكان آمن ويقود قواته بنفسه. احتدمَ القتال حول مقر إقامة القائِدَين في حيّ المطار مع انقطاع التيار الكهربائي في عينِ المكان. تطوَّرت الأمور أكثر حين صُوّرت في الثانية عشر ودقائق زوالًا طائرة حربيّة وهي تُحلّق في سماء العاصمة. دقائق بعد ذلك حتى قصفت الطائرة الحربيّة عددًا من المقار التي تتبعُ لقوات الدعم السريع في الخرطوم. أعلنَ الجيش السوداني والذي بدى أنه يُسيطر على بعض الأماكن الاستراتيجيّة بعدما كان قد فقدها قُبيل ساعات قليلة أعلنَ إصابة قائد قوات الدعم السريع الميداني، كما أعلنَ تسليمَ قائد الدعم السريع بولاية النيل الأبيض كل قواته ومعسكراته للجيش. امتدَّت الاشتباكات بين الطرفين إلى مدينة الفاشر عاصمة ولاية شمال دارفور وسطَ حديثٍ متزايدٍ في وسائل الإعلام العالميّة عن احتمال انزلاقِ الأمور لحرب أهليّة شاملة. وصلت الاشتباكات مقر التلفزيون الرسمي في العاصمة، والذي انقطعَ بثه لعدّة دقائق بعدما قُصفَت غرفة التحكم بالتلفزيون ما دفعَ العاملين إلى الاحتماءِ باستديوهات الأخبار.
نشرت الخطوط الجوية السعودية بيانًا أعلنت فيه تعرّض إحدى طائراتها لما وصفتهُ بـ «حادثٍ» في مطار الخرطوم قبل إقلاعها للرياض، ما دفعها لتعليقِ جميع الرحلات من وإلى السودان حتى إشعار آخر. عودةً للأحداث على الأرض، فقد استمرَّت الاشتباكات بين الجيش وقوات الدعم السريع وصارت عنيفة حينما وصلت منطقة إدارة القوات الجوية جنوبي الخرطوم، حيث استُخدمَت الرشاشات والأسلحة الثقيلة وغيرها. في ظلّ استمرار تأزّم الوضع وتدهوره، ناشدت نقابة أطباء السودان كل المنظمات الإنسانية العاملة بالدولة إلى التدخل العاجِل لإسعاف الجرحى والمصابين، في الوقت الذي تناقلت فيه وسائل إعلام محليّة أخبارًا عن سقوطِ ضحايا مدنيين في العاصمة التي شهدت التوتر الأكبر والاشتباكات الأخطر والأعنف مقارنة بباقي المدن، بالإضافةِ للولاية الشماليّة وبالخصوصِ مطار مروي الذي كان ساحةً لمعركة حاميّة دارت بين الطرفينِ لعدّة ساعات. ناشدت لجنة أطباء السودان المركزية هي الأخرى جميع القوات لإيقافِ الاشتباك فورًا، وفتح مسار آمن للمصابين لتلقي الخدمات الصحية مؤكّدة في الوقت ذاته سقوط عددٍ كبيرٍ من القتلى والجرحى المدنيين، كما أعلنت أنَّ هناك جرحى محتجزون بسبب الاشتباكات التي لم تتوقف إلّا لفترة قصيرة في وقت الإفطار ثمّ عادت للتصاعدِ من جديد.
أعلنت قوات الدعم السريع سيطرتها على سلاح المهندسين في مدينة أم درمان، لكنَّ الجيش السوداني بثَّ صورًا من داخل مقر سلاح المهندسين نافيًا بذلك سيطرة الدعم السريع عليه. استمرَّ إطلاق النار الكثيف وأصوات الانفجارات وسط العاصمة حتى ساعاتٍ متأخّرة من الليل.

### 16 أبريل
لعبَ سلاح الجوّ دورًا كبيرًا في اليومِ الثاني من الاقتتال، حيث قصفَ في ساعات مبكّرة معسكرًا لقوات الدعم السريع في ضاحية صالحة بمدينة أم درمان، ما مكَّنَ الجيش من السيطرة على جميع مقرات قوات الدعم في المدينة. تراجعت وتيرة وتيرة الاشتباكات وسطَ العاصمة مع حلول الظلام، لكنها عادت للارتفاع مجددًا بعد الفجر. أعلنت وكالة الأنباء السودانية هذا اليوم عطلة رسمية حفاظًا على المواطنين وممتلكاتهم، داعيةً إيّاهم إلى الابتعاد عن المناطق العسكرية أو أيّ موقعٍ قد يكون هدفًا لعمليات ميدانية. نشرت القوات الجوية السودانية بيانًا أكّدت فيه قيامها بعمليات استطلاع لكل المناطق التي قد تنتشر فيها من وصفتها بالمليشيا المتمردة. وصلت الاشتباكات هذا اليوم إلى شرق السودان حينما اندلعت مواجهاتٌ بين الطرفين المتحاربين في مدينة كسلا. بُعيد السابعة صباحًا بقليل نشرت قوات الدعم السريع بيانًا تحديثيًا لكنها ذكرت هذه المرّة تعرض قواتها في بورتسودان لهجومٍ من طيران أجنبي محذّرةً من مغبة أي تدخل أجنبي ولم يتم تأكيدُ أو نفي هذه الأخبار. تبادلَ الطرفان بيانات أعلنَ كلٌّ منهما سيطرته على مقراتِ الآخر في مناطق متفرقة من السودان، في ظلّ استمرار الاشتباكات في النقاط السابقة وفي نقاط تماس جديدة.
ذكرَ الناطق الرسمي باسم الجيش السوداني أنَّ الوضع يتجهُ نحو الاستقرار مع استمرارِ الاشتباكات في بعض المواقع. سرت أخبارٌ عن أسر الجيش لما يزيدُ عن 100 مقاتلٍ في صفوف الدعم السريع، فيما أكّد الجيش بشكل رسمي من جانبه سيطرته على مطار مروي لكنّه يتمهل «خوفًا على حياة الأسرى المصريين والسودانيين» في ظلّ انتشار شائعاتٍ حول وقوع عددٍ من جنود الجيش المصري في قبضة الدعم السريع. سادَ مع اقترابِ الرابعة مساءً هدوءٌ حذرٌ في محيط مطار مروي ومناطق أخرى في ولايات ثانيّة، خاصّة مع انقطاع الكهرباء في عدّة أماكن بسبب الاشتباكات والمعارك التي دارت فيها، وفي ظلّ التقدم الحاصل بين الطرفين بخصوص الاتفاق الأممي لوقفِ إطلاق النار ولو بشكل مؤقّت. وافقَ الجيش السوداني فعلًا على المقترح الأممي بفتحِ مسارات إنسانية آمنة لمدة 3 ساعات بدأت في الرابعة عصرًا، ومثله فعلَت قوات الدعم السريع التي أعلنت سماحها للمسارات الآمنة والحالات الإنسانيّة لمدة 4 ساعات بعد طلبِ الأمم المتحدة.
رغمَ المقترح الأممي الذي وافقَ عليه الطرفان فقد اندلعت اشتباكاتٌ جديدة حول مقر رئاسة الدعم السريع بمدينة الأبيض غربي السودان، كما استمرَّت الاشتباكات المتقطّعة في محيط القصر الرئاسي بالخرطوم. انقطعَ البث عن التلفزيون السوداني الرسمي مجددًا دون معرفة الأسباب، في الوقتِ الذي أعلنَ مصدرٌ عسكري في الجيش السوداني بمروي أنَّ سيارات الدعم السريع فرت من المطار مصطحبةً مجموعة من الأسرى المصريين. نجحت قوات الدعم خلال مرحلة سريان الاتفاق الأممي في السيطرة على قناة النيل الأزرق وبثَّ متحدثٌ باسمها تسجيلات صوتية.
استغلَّ تجمع المهنيين السودانيين فترة الهدوء الحذر التي تلت الاتفاق الأممي للدعوةِ إلى تشكيل لجان سلم مجتمعي من القوى الثورية في كل المدن والقرى والبوادي، كما أعلنَ رفضه القاطع لأيّ خطاب يسعى لبث النعرات العنصرية والقبلية والعداء بين مكونات الشعب السوداني. في غضون ذلك وقُبيل العاشرة مساءً بقليل أعلنت قوات الدعم السريع إسقاطها مروحية حربية من طراز أباتشي في مدينة الخرطوم بحري، في الوقتِ الذي تجدَّدت فيه المعارك وبشكل عنيف بمواقع مختلفة بالعاصمة الخرطوم حيث صُوّرت مضادات أرضية تُحاول التصدي للطائرات الحربيّة المحلّقة في سماء المدينة.

### 17 أبريل
|                 | محمد حمدان دقلو | منصة إكس |
| ‎@GenerallDagllo |                 |          |

             (بالإنجليزية: We are fighting against radical Islamists who hope to keep Sudan isolated and in the dark, and far removed from democracy. We will continue to pursue Al-Burhan and bring him to justice.)
         

            نحن نحارب الإسلاميين الراديكاليين الذين يأملون في إبقاء السودان معزولًا في الظلام، وبعيدًا عن الديمقراطية. سنستمر في ملاحقة البرهان وتقديمه للعدالة.
        

        17 أبريل 2023

ساد هدوءٌ حذرٌ من جديد الساعات الأولى من صباح السابع عشر من نيسان/أبريل، لكنَّ حريقًا اندلعَ في مبنى وزارة التعليم العالي والبحث العلمي في الخرطوم كسر هذا التوقّف المؤقّت عن القتال. عاد الطرفان لتبادل الاتهامات حيث طالبَ الناطق باسم الجيش جميع منتسبي الدعم السريع للمسارعة بالانضمام إلى القوات المسلحة لـ «خدمة بلدهم» وذلك بعدَ «التمرّد غير المبرر على الدولة»، لكنَّ قيادة قوات الدعم ردَّت بالقولِ أنها تخوضُ «معركة مصيرية» و«عازمة على وضع حدٍ للمجموعة الانقلابية التي اختطفت إرادة الشعب»، معلنةً في الوقت ذاته عمها «العملية السياسية التي ستقود إلى تحول ديمقراطي حقيقي في السودان». استمرَّ القتال العنيف في عددٍ من مناطق الخرطوم باستخدام مختلف أنواع الأسلحة، كما تجدَّدت المعارك بين الطرفين حول القصر الجمهوري وقيادة الجيش وسط العاصمة بعدما كانت قد هدأت قليلًا في هذه المنطقة، وشُوهدت طائرة حربيّة تُحلّق في المكان، وفوق الخرطوم بحري حيث قصفت قُبيل الحادية عشر صباحًا قوات الدعم السريع التي حاولت إبطال هذه الهجمات عبرَ مضادات الطيران التي تملكها. طالَ القصف مواقع قريبة من القصر الجمهوري وقيادة الجيش مع استمرار المعارك هناك والتي وصلت لمقر رئاسة جهاز المخابرات العامة.
عادَ البث لتلفزيون السودان بعد انقطاعٍ دام ساعات، في الوقت الذي استمرَّت فيه طائرات في التحليقِ سماء مدينة مروي. انتشرت أخبارٌ تُفيد بقصف مقر إقامة قائد قوات الدعم السريع في حي المطار بالخرطوم دون تأكيدٍ رسمي. بدأت بُعيد الخامسة مساءً هدنة مؤقتة جديدة لليومِ الثاني تواليًا ولثلاث ساعات فحسب، لكنها خُرقت هي الأخرى حينما اندلعت اشتباكاتٌ بالأسلحة الثقيلة في منطقة جبرة جنوب الخرطوم. ردًّا على سلسة تغريدات حميدتي والتي وصفَ فيها البرهان بالمتطرف الإسلامي الذي يجب أن يُحال للعدالة، صرَّح الأخير لمراسلي شبكة سي إن إن الأمريكيّة في السودان قائلًا إنَّ قائد قوات الدعم السريع حميدتي يقود محاولة انقلاب وتمردٍ على الدولة، وأنه سيُحاكَم أمام القضاء حال إلقاء القبض عليه. مباشرةً بعد إعلان الدعم السريع إسقاط طائرة حربية هي الثانية منذ اندلاع الاشتباكات وهذه المرّة قرب معسكر النسور في أم درمان، أغلقَ الجيش جسر مروي الرابط بين شرق المدينة وغربها ومناطق أخرى.

### 18 أبريل
أصدر البرهان في أولى ساعات الثامن عشر من نيسان/أبريل قرارًا بالعفو عن كل من يضع السلاح من أفراد وضباط الدعم السريع. سويعاتٌ بعد ذلك حتى قصفت طائرة حربية في حوالي السادسة صباحًا مواقع لقوات الدعم السريع في مطار مروي. ذكرَ وزير الخارجية الأمريكي أنطوني بلينكن أنه دعى لوقف إطلاق النار لمدّة 24 ساعة خلال اتصالين مع قائدي الجيش والدعم السريع، ورغمَ ذلك فقد استمرَّت الاشتباكات كما هي وخاصّة في الخرطوم فيما قلَّت وتيرتها في أماكن أخرى. احتدَمت المعارك من جديدٍ بين الطرفين على تخوم القصر الجمهوري ومركز قيادة الجيش المنطقة الأبرز منذ بداية الاشتباكات، فيما كانت الأوضاع الصحيّة والمجتمعيّة تزدادُ سوءًا يومًا عن آخر خاصّة مع خروج عددٍ من المستشفيات والمرافق الصحية عن الخدمة بسبب القصف الذي طالها أو تبادل الاشتباكات على مقربةٍ منها.
بحلول التاسعة والنصف صباحًا، شنَّت طائرات حربيّة سلسلة من الغارات العنيفة على مواقع الاشتباكات حول القصر الجمهوري مستهدفةً جنود الدعم السريع، الذي أعلنَ قائدهم حميدتي الموافقة على الهدنة الأمريكيّة المقترَحة لمدة 24 ساعة لضمانِ المرور الآمن للمدنيين وإجلاء الجرحى، ثم اتهمَ بعدها القوات المسلحة السودانية بعدم احترام قرار وقف إطلاق النار وقصف المناطق السكنية بالإضافة إلى قصف الدائرة الطبية لقوات الدعم بشمبات في الخرطوم بحري وهو القصف الذي استهدفَ – بحسبِ الدعم السريع – أسرى القوات المسلحة ومدنيون كانوا يتلقون مساعدات طبية. ردَّ الجيش السوداني على بيان إعلان الدعم السريع الهدنة لمدة 24 ساعة بالقولِ إنه يهدفُ للتغطية على «الهزيمة التي سيتلقاها خلال ساعات»، مضيفًا أنَّ الأمور دخلت مرحلة حاسمة والجهود منصبة نحو تحقيق الغايات على المستوى العملياتي. في تطورٍ ملحوظٍ لتبادل الاتهامات بخصوص الدعم الخارجي، وبعدما كان الدعم السريع قد أعلنَ من قبل تعرّض قواته لقصفٍ أجنبي، اتهمَ الجيش السوداني هذه المرة قوات الدعم بحشدِ صفوفها بمروي لتأمين هبوط طائرة مساعدات عسكرية من جهات إقليمية لم يُوضّحها أو يُعلن عنها.
استمرَّت وتيرة المعارك في الارتفاع وارتفعَ معها منسوب العنف، فقُبيل انتصاف نهار هذا اليوم شهدت منطقة القصر الجمهوري اشتباكًا جديدًا وهذه المرّة بالأسلحة الثقيلة كما شاركت فيهِ الطائرات الحربيّة، وتطوَّر الأمر أكثر فأكثر حين تعرضت مباني ومنشآت مدنيّة لأضرار كبيرة ناجمة عن هذه الاشتباكات ولعلَّ أبرزها كان تعرض سكن الممرضات بمستشفى ابن سيناء للقصف ما تسبَّبَ في تدميرِ المبنى بالكامل. حذَّرت لجنة أطباء السودان الأطراف المتحاربة من الذهاب في هذا المنحى الخطير، لكنها لم تُحمّل المسؤوليّة لأيٍّ من الطرفين. ردًا على اتهامات الدعم السريع للجيش السوداني بقصفِ مقر طبي تابع له، خرجَ الجيش ببيانٍ جديدٍ أعلنَ فيه أنَّ معسكر شمبات لا مرافق طبية له وأنَّ تدخله كان ضد القوات التي كانت تُحاول تنفيذ أهداف عسكرية. استمرَّ الوضع الإنساني في التأزم أكثر فأكثر مع مرور الأيام وإطالة أمد الحرب، حيث أعلنَ مكتب الأمم المتحدة للشؤون الإنسانية بالسودان نفاد الإمدادات الطبية في مستشفيات الخرطوم، مضيفًا أنه جرى إغلاق 9 مستشفيات في العاصمة ومستشفيين اثنيين في مناطق أخرى جراء القصف. رغم كل هذا ورغم الحديث على الهدنة برعاية أمريكيّة فلم تتوقَّف الاشتباكات ولا الانفجارات خاصّة في محيط القصر الرئاسي حيث استمرَّت لما بعد آذان المغرب.
دخلت الهدنة الإنسانية حيز التنفيذ بحلول السابعة مساءً بالتوقيتِ المحلي وذلك بعد قبول الجيش والدعم السريع العمل بها، ورغمَ ذلك فقد أعلنت الأخيرة دقائق بعد بدء سريان الهدنة رصدها هجومًا متفرقًا على قواتها في بعض المناطق بالخرطوم، كما صوَّرت وسائل إعلام في المنطقة طائرات حربيّة وهي تُحلّق في سماء العاصمة فضلًا عن المضادات الأرضية التي حاولت اعتراض سبيل المقاتلات. ذكرَ المتحدث باسم الأمين العام للأمم المتحدة أنَّ القتال في السودان مستمر، ولم يكن هناك وقف حقيقي للمعارك خاصة بعدما تجددت الاشتباكات بالأسلحة الثقيلة لكن هذه المرّة بمدينة الفاشر. عادَ الهدوء الحذر بعد نحو ثلاث ساعات، ونشرَ الجيش بيانًا لتحديثِ حالة المعارك حيث وصفَ الموقف العام بالمستقر عدا بعض المناوشات في محيط القيادة العامة ومطار الخرطوم، لكنه أشارَ في نفس الوقت إلى متابعته لمؤشرات وصفها بالقويّة عن تورّط أطراف إقليمية ومحلية في المعارك إلى جانبِ قوات الدعم السريع.

### 19 أبريل
هدأت الأوضاع قليلًا في اليوم السادس مقارنةً بالأيّام السابقة، ورغم حصول اشتباكات في الخرطوم في نحو السادسة صباحًا إلى أنها كانت اشتباكات محدودة ومتقطّعة. سُرعان ما تطوّر الأمر فبدأت معارك كر وفر بين الطرفين في محيط القصر الرئاسي في محاولةٍ للسيطرة على المنطقة الاستراتيجيّة. سُمع بعد الثامنة والنصف صباحًا دوي انفجارٍ بالقرب من مطار الخرطوم الدولي، ووثَّقت وكالات الأنباء العالميّة أعمدة الدخان وهي تتصاعدُ من المطار الذي كان ساحة لاقتتالٍ عنيفٍ بين الطرفين. أعلنت قوات الدعم السريع في وقتٍ لاحقٍ نقل الرعايا المصريين الذين كانوا بمطار مروي خلال الاشتباكات إلى العاصمة الخرطوم، مؤكّدة أنها ستُسلمهم للقاهرة متى سنحت الفرصة وفقًا للأوضاع التي تمر بها البلاد. اتفقَ الطرفان المتناحران على توقيعِ هدنة لمدة 24 ساعة تبدأ في تمامِ الساعة السادسة مساءً بالتوقيت المحلّي وحتى السادسة من مساء يوم الخميس الموافق للعشرين من نيسان/أبريل. هدأت حدّة المعارك قليلًا لكنّ الهدنة خُرقت في الخرطوم بعد نحو ساعة من بدء سريانها، ثم عادت الأمور للهدوء الحذر مجددًا وسطَ حديث عن محاولات أطراف دوليّة التوسّط بين الجيش والدعم السريع للبحث عن هدنة طويلة الأمد أو التوصّل لحل نهائي يُوقف هذه الحرب.

### 20 أبريل
سُمع بعد الرابعة من صباح هذا اليوم دوي انفجارات متقطعة وصُوّرت سحب الدخان وهي تتصاعدُ من العاصِمة الخرطوم بعد ساعات من دخول الهدنة حيّز التنفيذ، وامتدّ الأمر ليصلَ مدينة أم درمان التي تجدَّدت فيها الاشتباكات بالأسلحة الخفيفة حتى المتوسّطة بعدما كانت قد توقَّفت لعدة ساعات ومثله حصل في الفاشر. هزَّ انفجارٌ عنيفٌ في نحو التاسعة والنصف صباحًا حلة حمد بالخرطوم بحري. اتهمت قوات الدعم السريع القوات المسلحة بمهاجمة قواتها غرب أم درمان رغم الهدنة المعلنة، كما أعلنت إسقاط مروحيتين للجيش خلال تصديها للهجوم وهو ما يرفعُ عدد الطائرات الحربيّة التي أُسقطَت منذ بداية الاشتباكات إلى أربع مقاتلات مؤكَّدة.
تمكَّن مراسلو جريدة فاينانشال تايمز في السودان من عقد لقاءٍ مع قائدي المجموعتين المتناحرتين، ونشرت مقالًا تفصيليًا تحدثت فيه عن حميدتي وكيفَ سعى بحسبِ البرهان للاستيلاء على السلطة، وكيف قامت قوات الدعم السريع مسؤولة بأعمال نهب واسعة النطاق في الخرطوم ومنطقة دارفور منذ بداية الاشتباكات بناءً على مصدر تتبعُ الجيش السوداني، وهي نفس المصادر التي اتهمت قوات حميدتي بالوقوفِ خلفَ قتل موظفين اثنيين من برنامج الغذاء العالمي ومهاجمة قافلة تابعة للسفارة الأمريكية. تحدث حميدتي قائد قوات الدعم السريع في نفس المقال عن استعداده لوقف القتال متهمًا البرهان بعدمِ الاستعداد لذلك، كما أعلنَ عدم معارضته المبدئية ضمَّ قوات الدعم السريع إلى القوات المسلحة النظامية.
قصفَ الجيش السوداني خلال هذا اليوم رتلًا لقوات الدعم السريع دخل ولاية الخرطوم عن طريق المويلح جنوبي أم درمان دون حديثٍ عن خسائر في الأرواح. على الأرض لم تتغيّر خريطة السيطرة كثيرًا حيث ظلَّت أغلبُ المواقع والأماكن الاستراتيجيّة في شد وجر بين الطرفين، ولم يتمكّن ولا فصيل من السيطرة الكاملة على أيّ منطقة داخل العاصمة لعدّة ساعات على التوالي. حصلَ تطورٌ في موضوع الجنود المصريين الذين كانوا محتجزين لدى قوات الدعم السريع، حيث سلَّمت الأخيرة 27 عسكريًا مصريًا إلى منظمة الصليب الأحمر بعدما كانوا تحتجزهم في قاعدة مروي العسكرية. أبدى حميدتي في حوارٍ مباشرٍ له مع قناة الجزيرة استعداد قواته الكامل مؤكّدًا على أنَّ ساحة المعركة هي من ستُحدّد كل شيء، كما نفى مطلقًا الشائعات التي تحدثت عن انخراط أو احتمال انخراط مقاتلي فاغنر للقتال في صفوف الدعم السريع. اندلعت بعد انتصاف النهار اشتباكاتٌ متقطّعة بين الطرفين في مدينة الأبيض بولاية شمال كردفان جنوبي السودان، فيما نشرَ الجيش السوداني بيانًا تحديثيًا أعلنَ فيه توجيه القوات الجوية لضربات مركّزة «لأرتال عسكرية للعدو كانت في طريقها إلى الخرطوم»، كما أكَّد من جديدٍ على أنه «لا وجود لقوات مسلحة خارج الجيش بعد اليوم ولا تفاوض مع المتمردين إلا على التسليم الكامل».
ألغى البرهان هذا اليوم تبعية قوات حرس الحدود للدعم السريع معلنًا عودة تبعيتها للجيش. في إطار المساعي نحو هدنة ولو مؤّقتة، شكَّلت قوى سياسية سودانية مبادرة سمَّتها «مبادرة القوى الوطنية»، وهي المبادرة التي دخلت مباشرة بعد تشكيلها في مناقشات مع الجيش والدعم السريع من أجل هدنة خلال العيد، ونقلت المبادرة في وقت لاحق لوسائل الإعلام المحليّة في البلد قبول طرفي الصراع بوقفِ القتال خلال العيد. ساد هدوء حذر مناطق المعارك في البلد في الساعات الأخيرة من اليوم، وكان اللافت توقّف أصوات الاشتباكات في محيط القيادة العامة للجيش والمطار في العاصمة وهي المنطقة التي لم تهدأ تقريبًا منذُ بداية النزاع. استرجعت العاصمة بعضًا من أجواء الحياة العاديّة، حيث نقلت وسائل إعلام عربيّة صورًا مباشرة من بعض أسواق الخرطوم وهي تشهدُ حركة ليلية مع استعداد السودانيين لتوديعِ شهر رمضان واستقبال عيد الفطر.

### 21 أبريل
عادت الأوضاع للتوتر من جديد بعد ساعاتٍ من الهدوء الحذر، فبُعيد الثانية عشر وربع صباحًا شُوهدت طائرات حربيّة وهي تُحلّق في سماء العاصمة ثم حاولت قوات الدعم السريع عبر مضادات الطيران التي تملكها استهداف الطيران الحربي. استمرَّت الطلعات الجوية لسلاح الجو السوداني ومعه استمرَّ إطلاق النار وخاصّة في مدينة الخرطوم بحري ومناطق أخرى قريبة. انتقدت قوات الدعم السريع هجمات الطائرات الحربية على مواقعها رغم الاتفاق المبدئي على الهدنة، حيث نشرت القوات بيانًا ذكرت فيه أنَّ العاصمة استفاقت في أول أيام العيد على وقع قنابل الطائرات والمدافع الثقيلة في هجومٍ وصفتهُ بـ «الكاسح» من طرفِ القوات المسلحة، وشنَّت هجومًا على قادة الجيش واصفةً الأخير بـ «الانقلابي» الذي يتمُّ تحريكه من طرفِ «إرهابيين متطرفين». في غضون ذلك نشرَ الجيش السوداني فعلًا بعضًا من تفاصيل خطّته حيث أكّد استدعاء الآلاف من عناصر القوات المسلحة والمخابرات والقوات الاحتياطيّة لعمل مسح بري كامل لولاية الخرطوم لكنه لم يُحدّد توقيت هذا المسح البرّي وما إن كان قد بدأ أم ليس بعد. اعترفَ الجيش السوداني كذلك في بيانه وعلى لسان المتحدث باسمه وبعضٍ من قادته في خرجاتهم الإعلاميّة أو تصريحاتهم الصحفيّة بالحسمِ الجوي بفضلِ سلاح الجو. بدأت اشتباكاتٌ جديدةٌ في نقاط متفرقة في العاصمة بحلول الثالثة صباحًا، ثمّ سرعان ما خفتت من جديد.
أخيرًا أعلنت قوات الدعم السريع موافقتها على هدنة إنسانية لمدة 72 ساعة تبدأُ من السادسة صباحا بالتوقيت المحلّي (جرينتش +2) وذلك بناءً على ما قالت إنّها تفاهمات دولية وإقليمية ومحلية، فيما لم يُعلن الجيش السوداني من جهته تفاصيل أيّ هدنة وافقَ أو وقَّع عليها. في هذه الأثناء اتهمَ الناطق باسم الجيش السوداني من وصفها بـ «مليشيا الدعم السريع» بنهبِ مخازن الهلال الأحمر بمنطقة بحري، في الوقت الذي استمرَّت فيه الطائرات الحربيّة في التحليق ولم يقتصر الأمر على العاصمة هذه المرة فحسب، بل حلَّقت المقاتلات الحربيّة فوق الجريف بينما حاولت قوات الدعم السريع إبعادها عبر إطلاق عدّة قذائف مضادة. نشرت القوات المسلحة السودانية في حوالي السادسة والنصف مساءً بالتوقيت المحلّي موافقتها على هدنة لمدة 3 أيامٍ بمناسبة عيد الفطر، مطالبةً الطرف الآخر بالالتزام ووقف التحركات والعمليات العسكريّة. انتشرت أخبارٌ تُفيد باقتحامِ قوات الدعم السريع لسجن الهدى في مدينة أم درمان بعدما اشتبكت من أفراد الشرطة وأصابت بعضهم. اتهمَ مصدرٌ في الجيش السوداني قوات الدعم السريع بإخراج جميع نزلاء السجن، واصطحبت معها 28 سجينا من المتهمين بالقتل العمد. نفت قوات الدعم السريع كلّ الأخبار حول اقتحامها للسجن، واصفةً إيّاها بـ «المزاعم غير الصحيحة»، لكنّ فيديوهات جرى تداولها على مواقع التواصل الاجتماعي أظهرت فرار عدد من المساجين من بعض السجون في المناطق المذكورة.

### 22 أبريل
رغمَ إعلان الطرفين هدنةً بمناسبة عيد الفطر، فقد تجدَّدت الاشتباكات والمعارك في نحو السادسة صباحًا بمحيط القصر الرئاسي والقيادة العامة للجيش، ورصدت قنوات عربيّة مثل الجزيرة و‌العربيّة تصاعد دخان كثيف من محيط القصر خلال بثّهما المباشر واليومي لما يجري في الخرطوم ومناطق أخرى من السودان. زادت حدّة المعركة في العاصمة واستُخدمت من جديد الطائرات الحربيّة. مع استمرار الاشتباكات وتعقّد الأمور أكثر فأكثر، حاولَ أعدادٌ من سكان الأحياء الجنوبية للعاصمة الخروج من مناطق المعارك والتوجّه إلى مدن أخرى.
على المستوى الدولي، أعلنت المملكة العربية السعودية بدء الترتيب لإجلاء مواطنيها وعددٌ من رعايا الدول الأخرى بعملية عسكرية بعد مطالبات عديد من الدول ذهاب رعاياها لتسجيل أسمائهم بالسفارة السعودية لمغادرة السودان بحرًا ووصولهم لميناء جدة، كما أخلت واشنطن 70 من موظفي سفارتها في الخرطوم. ذكرت قوات الدعم السريع أنها نسَّقت مع بعثة القوات الأمريكية للإشراف على عملية إجلاء الدبلوماسيين وأسرهم، وذكرت مزيدًا من التفاصيل الفنيّة حول عمليّة الإجلاء وعدد الطائرات المستعملة وغيرها من المعلومات. شكرَ الرئيس الأمريكي جو بايدن جيبوتي وإثيوبيا والسعودية مضيفًا أنَّ جهودهم كانت حاسمة في نجاح عملية إجلاء الدبلوماسيين الأمريكيين، وردًا على بيان الدعم السريع قالت الخارجية الأمريكيّة إنّ بيان الدعم السريع بخصوص تنسيق واشنطن معهم خلال عمليّة الإجلاء أو أن العملية تمت بمشاركة هذه القوات ليس صحيحًا مؤكّدة على أنها تواصلت مع كلٍ من البرهان وحميدتي لضمانِ إتمام عملية إجلاء الدبلوماسيين بسلام فقط. أعلنت عشراتُ الدول الأوروبيّة والعربية بعدها نيّتها القيام بعمليات إجلاء لمواطنيها من السودان عمومًا أو الخرطوم خصوصًا، فيما وافقَ البرلمان السويدي على إرسال 400 جندي إلى السودان للمساعدة في تسهيل إجلاء السويديين العالقين هناك.
حذّّرت القوات المسلحة السودانية من جديدٍ من مغبّة التدخل الأجنبي قائلةً إنّ أي اختراقٍ للأجواء السودانية سيتمُّ التعامل معه بحسم. في هذه اللحظات كانت الطائرات الحربية السودانية تحلق في سماء مدينة الفتيحاب بأم درمان وكانت قوات الدعم السريع ترد عبر المضادات الأرضيّة.

### 23 أبريل
لم يختلف هذا اليوم عن سابقه، حيث بدأت الاشتباكات من جديد في نحو السادسة صباحًا وتركّزت كما هو الحال في الأيّام الماضية في في محيط القصر الرئاسي بالخرطوم. تسبّبت الاشتباكات المتواصلة منذُ أكثر من أسبوع في ضرر كبير للبنيّة التحتية فتقطَّعت شبكة الإنترنت منذ ساعات الصباح الأولى فيما استمرَّت خدمة المكالمات. امتدَّ الصراع من جديدٍ لأم درمان الواقعة غرب العاصمة والتي شهدت قصفًا من طائرات حربيّة على مواقع تتبعُ للدعم السريع فيما ردَّت الأخيرة عبر الصواريخ. استمرَّ تبادل الاتهامات بين الطرفين، حيث اتهمَ الجيش السوداني قوات الدعم السريع بمهاجمة مواكب عددٍ من السفارات خلال عمليات إجلاء موظفيها ورعاياها، لكنّ الدعم السريع ردَّ بأنّ قواته تعرضت لهجومٍ بالطيران أثناء إجلاء رعايا فرنسيين كانوا تحت حمايتها. عادَ تبادل إطلاق النار في الخرطوم بحري في حوالي التاسعة مساءً بعد هدوء نسبي خلال ساعات النهار، كما سُمعت دوي انفجارات جنوب العاصمة ناجمة عن الاشتباكات بين الطرفين هناك. أظهرت فيديوهات مصوّرة نزوح عشرات السودانيين من الخرطوم نحو ولايات أكثر أمنًا مثل الجزيرة و‌ود مدني في ظلّ استمرار الاقتتال ودخول الاشتباكات يومها التاسع تواليًا دون توقّف حقيقي ولا هدنة طويلة. تفاقَمت الأوضاع أكثر معَ انقطاع التيار الكهربائي ومياه الشرب عن العديد من أحياء العاصمة السودانية.

### 24 أبريل
هدأ الوضع في الساعات الأولى من صباح هذا اليوم، لكنّ الاشتباكات عادت زوالًا وتركّزت كما هي منذ أيام حولَ محيط القصر الرئاسي بالخرطوم. لجأت القوات المسلحة مجددًا لسلاح الجوّ من أجل استهداف مقرات الدعم السريع في مناطق متفرقة من العاصمة، خاصّة بعد إعادة انتشار الأخيرة في مناطق مختلفة. واصلَ الجيش السوداني استهداف مقرات ومواقع الدعم السريع في ولاية الخرطوم كما استهدفهم في محافظة شرق النيل التي تتبعُ لنفس الولاية العاصميّة. اتهمَ الجيش من سمَّاها بـ «المليشيا المتمردة» بالاحتماءِ بالتجمعات السكنية واتخاذِ المواطنين دروعًا بشرية. تصاعدت حدّة الاشتباكات مع مرور الساعات، ووصلت ذروتها بُعيد الثانية زوالًا وهو ما تسبَّبَ في انقطاعِ التيار الكهربائي بشكل كلّي عن عددٍ من أحياء الخرطوم.
ظلَّ الوضع الإنساني في تدهور ورصدت كاميرا القنوات العربية والعالميّة عشرات المواطنين وهم يُغادرون الخرطوم إلى ولايات مجاورة هربًا من القتال والاقتتال، بل فرَّ بعضهم ممن وصلوا الولايات السودانية الحدوديّة نحو إثيوبيا بسبب وصول المعارك لمناطق خارج العاصمة واحتماليّة توسعها أكثر فأكثر. أعلنَ الناطق باسم الجيش السوداني في حوالي الثامنة مساءً مقتل مساعد الملحق العسكري المصري بعد استهدافه من طرفِ من وصفها بالمليشيا المتمردة بالخرطوم. حصلَ تضاربٌ في هويّة القتيل المصري بعدما نفى سفير مصر في الخرطوم الخبر الذي جاء به الناطق باسمِ الجيش السوداني حيث أكّد السفير المصري أنَّ «جميع أعضاء البعثة الدبلوماسية المصرية في السودان بخير بما في ذلك أعضاء مكتب الدفاع»، قبل أن ينشر الجيش السوداني بيانًا جديدًا تصحيحيًا فاعتذرَ عمّا قاله المتحدث باسم مضيفًا أنَّ الصفة الصحيحة للقتيل هي مساعد الملحق الإداري وليس مساعد الملحق العسكري، ثم أكّدت الخارجية المصرية الأخبار عبر نعيها مساعد الملحق الإداري بالسفارة المصرية في الخرطوم.
بدأت بعضٌ من وسائل الإعلام في الساعات الأخيرة من اليوم في تناقل أخبار حول احتماليّة موافقة الجيش السوداني والدعم السريع على هدنة جديدة مدتها 3 أيام – عقبَ فشل الهدنة السابقة والتي كانت مقرَّرة أن تستمرَّ لـ 3 أيام هي الأخرى – وذلك بعد اتصالات من الإدارة الأمريكية ومشاركة سعوديّة. أكّد بلينكن وزير الخارجيّة الأمريكية الأخبار الرائجة فعلًا حينما صرّح للصحفيين أنّ الطرفين المتحاربين اتفقا على وقفٍ لإطلاق النار يبدأُ منتصف هذه الليلة ويستمر لـ 3 أيام. خرجت عقبَ ذلك قوات الدعم السريع ببيانٍ تُعلن فيه موافقتها على الهدنة بعد الوساطة الأمريكية، كما رحَّبت قوى مدنية سودانية بها كما وحثَّت الجيش والدعم السريع على الامتناع عن أيّ أفعال عدائية.

### 25 أبريل
دخلت هدنة جديدة – وهي خامس هدنة يوافق عليها الطرفان لكنّهما لم يتلزما بأيّة واحدة التي وقَّعاها أو وافقا عليها في الأيّام القليلة السابقة – حيّز التنفيذ لمدة 3 أيام وذلك بعد وساطة أمريكية. توقَّف فعلًا تبادل إطلاق النار بين الأطراف المتناحرة، وعمَّ هدوءٌ ملحوظٌ مختلف مناطق ومدن السودان بينما كان الهدوء حذرًا نوعًا ما في ولاية السودان مركز المعارك. مرَّت حوالي 7 ساعات دون تسجيلِ أيّ خرق ملحوظٍ للهدنة، لكن وقُبيل الثامنة صباحًا بالتوقيت المحلي اتهمت قوات الدعم السريع الجيش بعدم الالتزام بشروط الهدنة الذي ينصُّ بحسبها على منع الطائرات التي تتبعُ لسلاح الجوّ السوداني من التحليق في سماء الخرطوم. اعتبرت قوات الدعم أنَّ هذا التحليق للطائرات الحربيّة هو إخلالٌ ببندٍ من بنود الهدنة طالبةً من القوات المسلّحة الالتزام أكثر. سُرعان ما ساءت الأمور فبدأت اشتباكاتٌ جديدةٌ في محيط القصر الرئاسي في الخرطوم وسُمعَت دوي انفجارات، وامتدَّت الاشتباكات لمدينة أم درمان التي شهدت استخدامًا للأسلحة المتوسّطة بين الطرفين. عادَ الهدوء ليُخيّم على العاصمة وباقي المدن الرئيسيّة، في الوقت الذي اتهمت فيه قوات الدعم السريع القوات المسلحة باستهدافها بالمدافع في القصر الجمهوري في خرقٍ واضحٍ للهدنة، كما نفت القوات التي يقودها حميدتي مسؤوليّتها عن قتلِ الدبلوماسي المصري محمّلة عمليّة الاغتيال للجيش السوداني ولمن وصفتهم بـ «الإسلاميين» قائلةً إنّ إلصاق التهمة بها كانت محاولة فاشلة للوقيعة بينها وبين مصر.
| نزاع السودان (2023–الآن)              | سجَّلنا عبور 4 آلاف شخص من السودان إلى تشاد والأرقام الحقيقية أكبر من ذلك. | نزاع السودان (2023–الآن) |
| — ممثلة مفوضية الأمم المتحدة للاجئين. |                                                                          |                          |

استمرَّ الهدوء الحذر لعدّة ساعات وهي الساعات التي شهدت موجات نزوح كبيرة للمواطنين الفارين من مناطق الحرب. خُرقت الهدنة مجددًا في حوالي الحادية عشر صباحًا حينما تبادل الطرفانِ المتقاتلان إطلاق النيران في أم درمان وشُوهدت طائرات حربيّة وهي تُحلّق فوق المدينة. تعقَّد الوضع الإنساني والاجتماعي أكثر فأكثر، ورغمَ الهدنة التي وافقَ عليها الطرفان ظلَّت حركة المواطنين محدودة جدًا خاصّة مع استمرارِ إغلاق المحال التجارية والبنوك التي لم يُفتح بعضها منذُ 11 يومًا ما تسبَّبَ في شحّ السيولة النقديّة، فضلًا عن الارتفاع الصاروخي لأسعار تذاكر الحافلات والذي تضاعفَ في بعض المناطق بمعدل 10 مرات. حذرت منظمة الصحة العالمية في بيانٍ لها من أنّ هناك «خطر بيولوجي كبير» وذلك بعد سيطرة أحد طرفي الصراع بالسودان على أحد المختبرات دون تسميته. ردَّ الجيش السوداني على بيانات الدعم السريع الصباحيّة قائلًا إنّه رصدَ خروقًا كثيرة للهدنة تقوم بها من وصفها بالمليشيا المتمردة منذ الساعات الأولى، كما أعلنَ رصده لأرتال عسكرية متحرّكة تتجه من غرب السودان نحو العاصمة لتنفيذ عمليات واسعة النطاق دعمًا للدعم السريع التي تعيشُ «موقفًا متدهورًا» بحسبِ بيان الجيش.

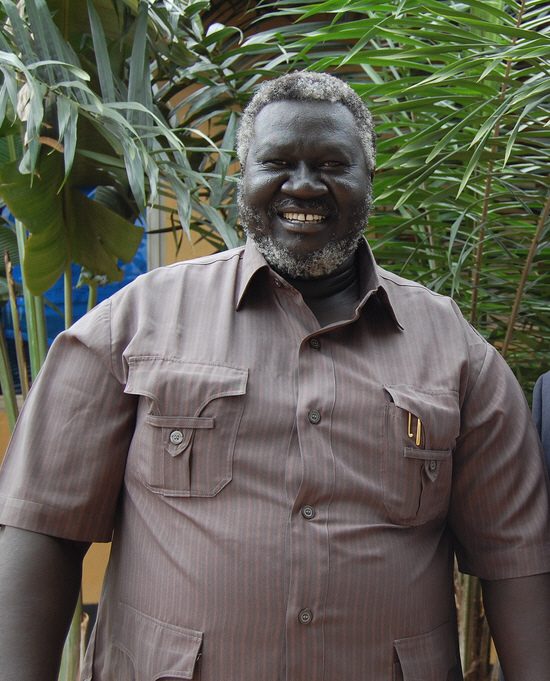
مالك عقار نائب رئيس مجلس السيادة السوداني منذ 19 مايو 2023.

أعلنت حكومة ولاية شمال كردفان حالة الطوارئ ضمنَ حدود الولاية بالتزامن مع حظر التجوال، خاصّة بعدما حلَّق الطيران الحربي السوداني فوقَ كردفان. كانَ البارز مساء هذا اليوم هو فرار عدد من قادة النظام السوداني السابق والذين سُجنوا عقبَ الاحتجاجات الشعبيّة التي تسبَّبت في سقوطهم من سدّة الحكم. تبيَّن أن الهاربين قد فرُّوا من سجن كوبر وهم علي عثمان طه و‌أحمد هارون وعوض الجار وكلهم من قادة النظام المعزول. ذكرَ هارون – وهو قيادي بارز في حزب المؤتمر الوطني المنحلّ – في تسجيلٍ صوتي أنه ورفاقه مكثوا في السجن تحت تبادل نيران المعركة لتسعة أيام وانقطاع تام للمياه والكهرباء، مؤكّدًا أنهم غادروا السجن ونُقلوا لمكانٍ آمنٍ بمساعدة الحراس والقوات المسلحة مضيفًا: «سنوفّر الحماية لأنفسنا». بعد فرار قادة النظام السابق سادَ حديثٌ عن الرئيس المعزول عمر البشير أحد أبرز مؤسسي حزب المؤتمر المنحلّ والذي سُجن هو الآخر بعد الثورة الشعبية. ذكرت أسرة البشير لوسائل إعلام محلية وعربية أنه يتلقَّى الرعاية الطبية في مستشفى السلاح الطبي بالخرطوم. عقبَ هذا الفرار خرجت قوات الدعم السريع ببيانٍ ذكرت فيه أنّ «قادة الجيش ومن خلفهم قادة النظام البائد يستعدون للخطوة القادمة لكننا لهم بالمرصاد»، فيما عبَّر المتحدث باسم الجيش السوداني عن استغرابه لإشارة أحمد هارون للقوات المسلحة نافيًا أن تكون للقوات المسلّحة علاقة بهارون ولا بحزبه السياسي المنحلّ. علَّق المستشار السياسي لقوات الدعم السريع على فرار بعض من قادة النظام السابق من السجن بالقولِ إنّ إخراجهم هو جزءٌ من مخطط إعادة الإسلاميين للسلطة، متهمًا الاستخبارات العسكرية بالوقوفِ وراء إطلاق سراحهم بالتنسيقِ مع الإسلاميين.

## التدخل الأجنبي

### قوات الدعم السريع
| ” | تعودُ علاقة حفتر بحميدتي إلى ما قبل سقوط عمر البشير حاكم السودان المستبد المخضرم، بعد شهور من الاحتجاجات الشعبية في عام 2019. ازدادت العلاقة دفئًا في السنوات الأخيرة، حيث أرسل حميدتي مرتزقة إلى ليبيا للقتال إلى جانبِ الجيش الوطني الليبي الذي يقوده حفتر. | “ |
| —– اقتباسٌ من مقالة لجريدة الغارديان البريطانيّة تتحدثُ فيه عن دعمِ خليفة حفتر لحميدتي بناءً على تصريحات واعترافات صحفيّة حصلت عليها جريدتا ذا أوبزرفر و‌وول ستريت جورنال من مصادر مقرّبة. | |   |

بحلول الثامن عشر من نيسان/أبريل (اليوم الرابع للاشتباكات) صرَّحَ جنرالٌ في القوات المسلحة السودانية لوسائل إعلام غربيّة أنَّ دولتين مجاورتين لم يُسمِّهما كانتا تُحاولان تقديم المساعدة لقوات الدعم السريع. نشرت صحيفةُ وول ستريت جورنال في التاسع عشر من أبريل مقالًا مفصّلًا ذكرت فيه أنَّ القيادي العسكري الليبي خليفة حفتر والذي وصفته بـ «أمير الحرب» والذي يحظى بدعمٍ عسكري من دولة الإمارات العربية المتحدة و‌مجموعة فاغنر الروسية شبه العسكرية أرسلَ طائرة واحدة على الأقل لنقلِ إمداداتٍ عسكريّة إلى قوات الدعم السريع في السودان. التورّط الأجنبي في دعمِ قوات الدعم السريع لم يقتصر على جماعات شبه عسكريّة أو فصائل مصنّفة كمرتزقة أو حتى إرهابيّة لدى بعض الدول، بل شملَ دعمًا من دول بعينها وخصوصًا دولة الإمارات العربية المتحدة والتي عقدت عديد الصفقات التجاريّة والعسكريّة مع الدعم السريع، وبحسبِ شبكة سي إن إن الأمريكيّة فقد زوَّدت فاغنر صواريخ أرض-جو لقوات الدعم السريع كانت قد جمعتها أو حصلت عليها خلال نشاطها في دعمِ نظام الأسد في سوريا، فنقلت يعضها بالطائرة إلى القواعد التي يُسيطر عليها حفتر في ليبيا تمهيدًا لتسليمها بعد ذلك إلى الدعم السريع، أو تسليمها لهم مباشرة في شمال غرب السودان. على الجانبِ المُقابل فقد نفى رئيس مجموعة فاغنر يفغيني بريغوجين دعمه لقوات الدعم السريع، قائلاً إنَّ المجموعة لم يكن لها وجودٌ في السودان منذ أكثر من عامين، وفعلت قوات الدعم السريع المثل عبر نفي حصولها على دعمٍ من فاغنر واصفةً هذه الأخبار بـ «المزاعم»، بل اتهمَت بشكل عكسي القوات القوات المسلحة السودانية بأنها من كانت تسعى للحصول على هذا الدعم. استمرَّ نفي الأطراف الأجنبيّة تورّطها في النزاعِ الدائر في السودان، حيثُ نفى ما يُعرَف بالجيش الوطني الليبي الذي يقوده حفتر تقديم الدعمِ لأيِّ جماعاتٍ متحاربة في السودان وقال إنه مستعدٌ للعبِ دور الوساطة.
ادعى مسؤولون من الولايات المتحدة والدول الأوروبية والإفريقية أن الإمارات العربية المتحدة كانت تدير عملية سرية لدعم قوات الدعم السريع في الحرب. ومنذ يونيو/حزيران، تم رصد طائرات الشحن الإماراتية وهي تهبط في أمدجراس في تشاد، حيث تم استخدام مطار ومستشفى في العملية. أصرت الإمارات العربية المتحدة على أن عمليتها كانت إنسانية بحتة، لكن المسؤولين ذكروا أنها تضمنت إمداد قوات الدعم السريع بأسلحة قوية وطائرات بدون طيار، وعلاج مقاتليها المصابين ونقل الحالات الخطيرة جواً إلى المستشفى العسكري.
في 9 سبتمبر 2024، أفادت منظمة هيومن رايتس ووتش بأن قوات الدعم السريع حصلت مؤخرًا على أسلحة ومعدات عسكرية متقدمة من صنع أجنبي. وعند فحص الصور ومقاطع الفيديو للأسلحة المستخدمة في الصراع والتي نُشرت على وسائل التواصل الاجتماعي، حددت مجموعة الحقوق أن الشركات التي تتخذ من الإمارات العربية المتحدة مقراً لها كانت مرتبطة بالأسلحة المقدمة لقوات الدعم السريع. في سبتمبر 2023، استخدم المسلحون صواريخ كورنيت ضد القوات المسلحة السودانية، والتي زودتها بها الإمارات. في أبريل 2024، عثرت القوات المسلحة السودانية على ستة صناديق شحن من الذخائر الحرارية تحمل علامات تشير إلى شحنها إلى الإمارات بموجب عقد مع شركة أداسي، وهي شركة تابعة لمجموعة إيدج. اعتبر تقرير صادر عن فريق خبراء الأمم المتحدة المعني بالسودان في يناير 2024 أن الدعم المزعوم من جانب الإمارات العربية المتحدة لقوات الدعم السريع "موثوق"، وزعم أن نقل الأسلحة الإماراتي يشكل انتهاكات لحظر الأسلحة.
في أغسطس 2025، تم التعرف على مرتزقة كولومبيين داخل معسكر زمزم في دارفور، حيث شاركوا في قتال قوات الدعم السريع. وفقًا لكولومبيا، تم نشر 400 من أفراد جيشها السابقين في السودان، حيث انضموا إلى كتيبة "ذئاب الصحراء". وكشف المبلغون عن المخالفات أنهم تم خداعهم من قبل شركة أمن إماراتية، التي قامت بتوظيف الجنود لحراسة منشآت النفط، لكنها أرسلتهم كمقاتلين في الخطوط الأمامية مع الدعم السريع.

### القوات المسلحة السودانية
زعمت قوات الدعم السريع في السادس عشر من نيسان/أبريل (اليوم الثاني للاشتباكات) أنَّ قواتها في بورتسودان تعرَّضت لهجومٍ من قِبل طائرة أجنبية محذّرة من مغبّة أيّ تدخل أجنبي لصالحِ الجيش السوداني بقيادة البرهان. بحسبِ المحلّل السابق في وكالة المخابرات المركزية كاميرون هدسون، فإنَّ الطائرات المقاتلة المصرية شاركت في حملات قصفٍ ضد قوات الدعم السريع، بل إنّ مصر نشرت وحدات خاصّة لتقديمِ الدعم الاستخباراتي والتكتيكي للقوات المسلحة السودانية التي تدعمها. عودةً نحو مقال صحيفة وول ستريت جورنال الاستقصائي بخصوص الدعم أو التورّط الأجنبي، فإنّ مصر أرسلت طائرات مقاتلة وطيارين لدعم الجيش السوداني.
كشفت صور الأقمار الصناعية في السابع عشر من أبريل (اليوم الثالث للاشتباكات) عن تدمير طائرة مقاتلة تابعة للقوات الجوية المصرية من طراز ميكويان ميج-29 إم (MiG-29M2) وتضرّر طائرتين أخرتين بشدة في قاعدة مروي الجوية، فضلًا عن طائرة من طراز «Guizhou JL-9» تتبعُ لسلاحِ الجوّ السوداني. جديرٌ بالذكرِ هنا أنَّ الطائرة المصرية المدمَّرة والطائرات الأخرى المتضررة كانت في السودان قبل الاشتباكات في إطار تداريب عسكريّة مشتركة، ولم تحطّ في قاعدة مروي للمساهمة في النزاع بشكل مباشر.

## أحداث ملحوظة

### أسر الجنود المصريين
أعلنت قوات الدعم السريع في الخامس عشر من نيسان/أبريل (اليوم الأول للاشتباكات) أسرها عددًا من الجنود المصريين بالقربِ من مروي، بالإضافة إلى الاستيلاء على طائرة عسكرية تتبعُ لسلاح الجو المصري. لم تُقدّم مصر في الساعات الأولى أيّ تفسيرٍ رسمي لسبب وجود الجنود المصريين هناك لكنَّ محللين ربطوا وجودهم بالتعاون العسكري المكثف بين مصر والسودان بسبب التوترات الدبلوماسية مع إثيوبيا. أعلنت القوات المسلحة المصرية في وقتٍ لاحقٍ أنَّ حوالي 200 من جنودها كانوا في السودان لإجراء تدريباتٍ مع الجيش السوداني، وأنها تُتابع الموقف كإجراءٍ احترازي لضمانِ سلامة أفرادها. ردَّت قوات الدعم السريع على البيان المصري بالقولِ أنها ستتعاون في عمليّة إعادة الجنود إلى مصر، وبعد نحو أربعِ أيامٍ من الاحتجاز أعلنت قواتُ الدعم السريع أنها نقلت الجنود إلى مكانٍ ما في الخرطوم وستُسلّمهم عندما تسنح «الفرصة المناسبة». أُطلقَ سراحُ 177 جنديًا من الأسرى وعادوا إلى مصر على متنِ ثلاث طائرات عسكرية مصرية أقلعت من مطار الخرطوم في وقت لاحق من نفس اليوم، بينما ظلَّ الـ 27 جنديًا الذين ينتمون للقوات الجوية المصرية في السفارة المصرية بالسودان لحينِ إجلائهم بمجرد تحسن الوضع.

### شائعة الاشتباكات الإثيوبية السودانية
نشرت صحيفة السوداني السودانية تقريرًا في التاسع عشر من أبريل قالت فيه إنّ القوات المسلحة السودانية صدت غزوًا نفذته القوات المسلحة الإثيوبية على منطقة محلية الفشقة المتنازع عليها، وذكر التقرير أن الجيش الإثيوبي نفذ هجومًا بالدبابات والمدرعات والمشاة وأن القوات المسلحة السودانية ألحقت خسائر فادحة بالأفراد والمعدات الإثيوبيين. تحدث التقريرُ بناءً على مصادر من القوات المسلحة السودانية وكيف أنها كانت تُراقب «نشاطا غير عادي في صفوفِ القوات الإثيوبية» منذ بدء الأعمال العدائية مع قوات الدعم السريع، وخاصّة حين نفذت القوات الإثيوبية عمليات استطلاع ومراقبة مكثفة على طول الحدود.
خرجَ الإعلامي في جريدة السوداني عبد القادر الحيمي ليُبدي أسفه لما سمَّاه «الخطأ الذي حدث والذي نشرتُه عبر الصحيفة» عن إيقاف القوات المسلحة لغزو إثيوبي للأراضي السودانية بالفشقة، مؤكّدًا أنَّ الخبر غير صحيح ولم يحدث غزو بل لم يحدث أيُّ اشتباكٍ بين القوات السودانية والإثيوبيّة متأسّفًا على ما سمَّاها «البلبلة» و«الإرباك» الذي تسبَّبَ فيه الخبر.

### تعديل شعار الدعم
حذفت قوات الدعم السريع كلمة «قدس» من شعارها الرسمي الذي تُرفقه في بياناتها، حيث كان الشعار الأصلي يحوي كلمة قدس في إشارةٍ لمدينة القدس أسفلَ السهم الذي يتوسّط الشعار وظلَّت القوات تستخدمُ هذا الشعار لعدّة أيامٍ بعد الاشتباكات في بياناتها وعلى حساباتها الرسميّة في مواقع التواصل لكنها عدَّلته عبر حذف الكلمة وصارت تنشرُ ابتداءً من الثامن عشر من نيسان/أبريل شعارًا جديدًا لا يحوي الكلمة، فيما ظلَّ الشعار الأصلي هو نفسه في الحساب الرسمي للحركة في موقعي فيسبوك وتويتر، بينما تغيّر شعار البيانات التي تنشرها. جاء هذا في أعقابِ وصف مستشار قائد قوات الدعم المقاومة الفلسطينية وتحديدًا حركة حماس بـ «الحركة الإرهابيّة»، وفي أعقابِ المحاولات الإسرائيليّة التوسّط بين الطرفين المتنازعين لحلّ النزاع.

## وفيات ملحوظة
يسردُ الجدول التالي قائمةً بالقتلى الذين لهم ملحوظيّة أو شهرة أو الذين سقطوا خلال الاشتباكات الدائرة بالسودان وأثار مقلتهم جدلًا كبيرًا أو ردود فعلٍ على الأرض.
| الاسم        | الدولة | تاريخ الاغتيال | معلومات إضافيّة |
| ------------ | ------ | -------------- | --- |
| محمد الغراوي | مصر    | 24 أبريل 2023  | كان يشغلُ الغراوي منصبَ مساعد الملحق الإداري بسفارة مصر في العاصمة السودانيّة الخرطوم، وقد اغتيلَ وهو في طريقه إلى مقرّ السفارة لمتابعة مهام إجلاء المواطنين المصريين. حمَّل الجيش السوداني مسؤوليّة الاغتيال لقوات الدعم السريع، فيما لم تُعلن مصر بشكل رسمي عن الجهة المسؤولة عن عمليّة الاغتيال. |

## التضليل الإعلامي
القوات المسلحة السودانية
نشرت الصفحة الرسمية للقوات المسلحة السودانية في الرابع عشر من نيسان/أبريل مقطع فيديو قالت إنه لعمليات نفذتها القوات الجوية السودانية ضد قوات الدعم السريع، لكنَّ وحدة الرصد والتحقق في قناة الجزيرة تحقَّقت من المقطع ووجدت أنه مضلّل حيث تبيَّن أنه مسجل من اللعبة الإلكترونية آرما 3 وقد نُشر مسبقًا عبر تطبيق تيك توك في شهر مارس/آذار.
نشرت وسائل إعلام عربية وأخرى سودانيّة مقربة من الجيش مقاطع فيديو قالت إنها لمروحيات سودانية تُحلّق في سماء الخرطوم وتُشارك في العمليات التي يشنّها الجيش ضد قوات الدعم السريع، لكنّ وحدة الرصد في القناة القطريّة أظهرت أنّ هذه المقاطع مضللة على اعتبار أنها قديمة بحيث تعود لتشرين الثاني/نوفمبر 2022 وليس للاشتباكات الحاصلة في نيسان/أبريل من العام 2023.
التضليل العام
جرى تداولُ صورتين على نطاقٍ واسعٍ على وسائل التواصل الاجتماعي تُصوّران جسرًا محترقًا وقِيل إنّه جسر بحري ومبنى تعرَّض للقصفِ في الخرطوم، لكنَّ فريق التقصّي في مبادرة «PesaCheck» أكّد أن الصورتان تعودان للغزو الروسي لأوكرانيا وليس لما يجري في السودان.

## الهُدن

### الهدن المتفَق عليها
الهدنة الأولى
وافقَ ممثلون من القوات المسلحة السودانية وقوات الدعم السريع في اليوم الثاني للاقتتال (16 نيسان/أبريل) على اقتراحٍ من الأمم المتحدة لوقف القتال مؤقتًا بين الساعة 16:00 والساعة 19:00 بالتوقيت المحلي (جرينتش +2). أكّدَ الجيش السوداني أنه وافق على الاقتراح الأممي بفتحِ ممرٍ آمنٍ للحالات الإنسانية العاجلة لمدة ثلاث ساعات كل يوم ابتداءً من الساعة 16:00 بالتوقيت المحلي وذكر أنه يحتفظ بالحق في الرد، ومع ذلك فقد استمرَّ سماعُ أصوات إطلاق النار والانفجارات خلال هذه الهدنة القصيرة التي اتفقَ عليها الطرفان.
الهدنة الثانيّة
ذكرَ حميدتي قائد قوات الدعم السريع في الثامن عشر من أبريل أنَّ قواته وافقت على هدنة لمدة يومٍ واحدٍ للسماح بمرور آمن للمدنيين بمن فيهم الجرحى، وغرَّد دقلو عبر حسابه الرسمي في موقع تويتر موضحًا أنَّ القرار تمَّ التوصل إليه بعد محادثة مع وزير الخارجية الأمريكي أنتوني بلينكين وبعدَ تواصلٍ معَ دولٍ وصفها بـ «الصديقة»، لكنّ الجيش السوداني خرجَ ببيانٍ أولي قالَ فيه إنه لم يكن على علمٍ بأي تنسيق مع الوسطاء أو المجتمع الدولي فيما يتعلق بهدنة متهمًا قوات الدعم السريع بالتخطيطِ لاستخدام هذا الوقت للتغطية على «الهزيمة الساحقة» التي تعرَّض لها، ثم أكَّد جنرالٌ بالجيش في وقت لاحق أن الجيش وافق على وقف إطلاق النار لمدة 24 ساعة والذي سيبدأ في الساعة السادسة مساءً بالتوقيت المحلي (الرابعة بالتوقيت العالمي). بعد دخول وقف إطلاق النار حيز التنفيذ، استمرَّ سماع أصوات إطلاق النار والقصف في وسط الخرطوم، وتبادل الطرفان الاتهامات حول خرقهما الهدنة، فيما قالت القيادة العليا للجيش إنها ستواصل عملياتها لتأمين العاصمة ومناطق أخرى.
الهدنة الثالثة
اتفقَ الجيش وقوات الدعم السريع في التاسع عشر من أبريل على وقفٍ لإطلاق نار آخر لمدة 24 ساعة يبدأ في الساعة السادسة مساءً بالتوقيت المحلي، لكنَّ الاشتباكات والمعارك لم تتوقف هذه المرّة إلّا مرات قليلة طوال مدة الهدنة.
الهدنة الرابعة
أعلنت قوات الدعم السريع في الـ 21 من أبريل أنها ستلتزمُ بوقف إطلاق النار لمدة 72 ساعة والذي سيدخل حيز التنفيذ في الساعة السادسة صباحًا وذلك بمناسبة عيد الفطر. لم ترد أنباء فوريّة من الجيش عما إذا كان سيحذو حذو الدعم السريع، ثم وافقَ لاحقًا عن الهدنة ومع ذلك فقد استمرَّ القتال طوال اليوم في الخرطوم ومناطق الصراع الأخرى مع هدوء نسبي في بعض الفترات.
ملخَّص الهُدن المتفَق و/أو الموقَّع عليها
يسردُ هذا الجدول الهدن التي وافقَ عليها الطرفين المتناحرين مع معلومات إضافيّة من قبيل التاريخ ومدّة الهدنة والأطراف المتوسّطة وغير ذلك من التفاصيل.
| # | التاريخ                            | المدة   | معلومات إضافيّة |
| - | ---------------------------------- | ------- | --- |
| 1 | 16 أبريل 2023 (16:00 – 19:00)      | 3 ساعات | بلغت مدّة هذه الهدنة 3 ساعات فحسب. جاءت في اليوم الثاني النزام بتوسّطٍ من الأمم المتحدة وكان الهدف منها السماحُ بممرٍ آمن لمغادرة المدنيين والمصابين والعالقين وغيرهم في مناطق الاشتباكات لكنها لم تُحترَم من الطرفين وسُرعان ما خُرقت بعد أقلّ من ساعة من موافقة الطرفين عليها. |
| 2 | 18 (16:00) – 19 أبريل 2023 (16:00) | 24 ساعة | كانت هذه ثاني هدنة يُوافق عليها الطرفان وذلك بعدما وصلَ النزاع ليومه الرابع. كانَ الهدف من الهدنة كما هي الأولى السماح للمصابين والمدنيين بالانسحابِ من مناطق الاشتباكات لكنها خُرقت هي الأخرى وتبادل الطرفان الاتهامات حول من خرقها أولًا.                                  |
| 3 | 19 (06:00) – 20 أبريل 2023 (16:00) | 24 ساعة | وقَّع الطرفان على هدنة جديدة لمدّة 24 ساعة لكنهما لم يتلزما بها أبدًا واستمرَّت الاشتباكات طوال اليوم مع هدوء نسبي في مناطق وتوتّر واشتباكات أكبر في مناطق ثانيّة. |
| 4 | 21 (16:00) – 24 أبريل 2023 (06:00) | 72 ساعة | جاءت هذه الهدنة بمناسبة عيد الفطر وكانت نيّة الطرفان بعد الموافقة عليها التوقّف عن خوض المعارك والاشتباكات وتبادل إطلاق النار لكنها لم تُحترَم هي الأخرى بشكل كامل، حيث خفّة حدة المعارك في ساعات قليلة وعادت للاشتعال لاحقًا.                                               |

### محاولات الوساطة
المحاولات الإسرائيليّة
استمرَّت إسرائيل في محاولاتها التوسّط بين الطرفين، وبحلول الرابع والعشرين من نيسان/أبريل نقلَ موقع أكسيوس الأمريكي عن مسؤولين إسرائيليين قولهم إنَّ تل أبيب عرضت على البرهان وحميدتي وساطة بهدف التوصل إلى وقف لإطلاق النار، كما ادعى المسؤولون أنّ اتصالاتهم بطرفي النزاع حقَّقت تقدمًا بشأن مقترح الوساطة. خرجت الخارجية الإسرائيلية لاحقًا لتُؤكّد الأخبار موضّحةً أنَّ إسرائيل اقترحت استضافة محادثات بين البرهان وحميدتي.
محاولات أخرى
أعربت حكومات كينيا و‌جنوب السودان و‌جيبوتي في السابع عشر من أبريل عن استعدادهم لإرسال رؤسائها إلى السودان للعمل كوسطاء، لكن وبسببِ إغلاق مطار الخرطوم الدولي بعدما شهدَ اشتباكاتٍ عنيفةٍ على مقربةٍ منه وداخله، أصبحَ وصول رؤساء الدول المتطوّعة جوًا صعبًا ومحفوفًا بالمخاطر.
أعلنت الولايات المتحدة عن عقد اجتماع دبلوماسي لرباعية السودان الدولية بهدف وضع رؤية موحدة لإنهاء الحرب، ووقف التدخلات الخارجية، وتأمين وقف إطلاق النار. كان من المقرر أن يُعقد الاجتماع في 29 يوليو 2025 في واشنطن العاصمة، ويشارك فيه كل من الولايات المتحدة، السعودية، الإمارات، ومصر,. ومع ذلك، تم تأجيله في اللحظة الأخيرة بسبب خلاف بين الإمارات ومصر. في الوقت نفسه، رفض ائتلاف الأحزاب السياسية السودانية الإمارات كوسيط، واعتبرها "غير مؤهلة أخلاقياً" لدعمها لقوات الدعم السريع.

## الخسائر البشريّة
اليوم الأول
أبدى الهلال الأحمر السوداني استعداده لإجلاء المدنيين من حيّ المطار إذا توفرت الظروف الأمنية، في الوقتِ الذي أعلنت فيهِ لجنة أطباء السودان عن مقتلِ 25 شخصًا على الأقل وجُرح 183 آخرين نتيجةً للقتال والاقتتال في عموم السودان. أكَّد برنامج الأغذية العالمي هو الآخر مقتل 3 من موظفيه وإصابة 2 برصاص الدعم السريع في هجومٍ بمدينة كبكابية غربي البلاد، فيما أعلنت المنسقية العامة للنازحين واللاجئين بدارفور سقوط 12 قتيلًا بالفاشر وقد كانوا ضمنَ قائمة الضحايا الذين أعلنت عنهم لجنة الأطباء في بيانها.
اليوم الثاني
ارتفعت حصيلة القتلى جرّاء هذه الاشتباكات بحسبِ نقابة الأطباء إلى 56 قتيلًا والمصابين إلى أكثر من 600 جريح، وأبدت اللجنة مخاوفها من تزايدِ عدد الإصابات وسط قلة الكادر الطبي وإرهاق الفرق العاملة في المستشفيات وخاصّة مشافي العاصمة.
اليوم الثالث
دعت منظمة الصحة العالميّة إلى حماية العاملين بالقطاع الصحي في السودان وضمان الحصول على رعاية صحية دون قيود، كما نشرت بيانًا حول عدد ضحايا هذه الاشتباكات والذي وصلَ إلى 83 قتيلًا ونحو 1126 جريحًا. حدثت نقابة أطباء السودان حصيلة القتلى التي بلغت نحو 97 قتيلًا منذُ اندلاع الاشتباكات، في الوقت الذي أبدت فيه اللجنة الدولية للصليب الأحمر بالسودان ومنظمات أخرى قلقها بشأن سلامة المدنيين. تزايد الحديث في هذا اليوم عن قصفٍ طالَ بعض المستشفيات والمؤسسات الصحية في الخرطوم، وهو ما أكّدته اللجنة التمهيدية لنقابة أطباء السودان التي أخطَرت المجتمع أنَّ القصف تسبَّب في خروج مستشفَيي الشعب والخرطوم التعليمي عن الخدمة تمامًا.
اليوم الرابع
أعلنت لجنة أطباء السودان في اليومِ الرابع من الاشتباكات عن ارتفاع عدد القتلى بين المدنيين إلى 144، وطالبت اللجنة من جديدٍ الأطراف المشتبكة إلى فتحِ ممرات آمنة لعلاج المرضى والمصابين وتوصيل المؤونات الغذائية والدوائية، أمّا مفوض الأمم المتحدة لحقوق الإنسان فقد أبدى قلقه من نفاد الضروريات بما في ذلك الطعام ومياه الشرب والأدوية.
اليوم الخامس
ذكرت نقابة أطباء السودان وجمعيات مدنيّة أخرى خروج ما مجموعه 39 مستشفى من الخدمة في الخرطوم والولايات المتاخمة لمناطق الاشتباكات، وفي التفاصيل قالت النقابة إنّ 9 ضمنَ المستشفيات المتوقفة عن الخدمة تعرضت للقصف و16 مشفى آخر تعرَّضَ للإخلاء القسري في وقت صار فيه إحصاء إجمالي القتلى بشكل دقيق أمرٌ صعبٌ جدًا لعدم وصول كل الجثث إلى المستشفيات كما صرَّح مسؤولٌ بنقابة أطباء السودان لبعض القنوات العربيّة.
اليوم السادس
ارتفعَ عدد الضحايا المدنيين منذ بداية الاشتباكات بحسبِ نقابة أطباء السودان إلى 174 قتيلًا: 30 منهم قُتلوا في اليوم السابق لوحده رغمَ سريان الهدنة المؤقتة خلاله. رجت النقابة من جديدٍ طرفي الصراع وقف هذه الحرب فورًا، خاصة في ظلّ الانخفاض الذي وصفته اللجنة الدولية للصليب الأحمر بالخطير في الإمدادات الطبية، فضلًا عن الأضرار التي لحقت بالبنية التحتية للمياه والطاقة والتي عرقلت عمل المرافق الطبية، ما تسبَّبَ في عجز المنظمة الطبية ومنظمات صحيّة أخرى عن تقديم المساعدة وتقييم الاحتياجات الإنسانية.
اليوم السابع
أعلنت نقابة الأطباء في السودان عن ارتفاع عدد الضحايا المدنيين منذ بداية الاشتباكات إلى 198 وفاة و1207 إصابات والحصيلة مرشّحة للارتفاع.
| نزاع السودان (2023–الآن)                                                            | ثُلث سكان السودان كانوا يواجهون الجوع قبل هذا الصراع، والعنف يمكن أن يُغرق ملايين آخرين. | نزاع السودان (2023–الآن) |
| — برنامج الأغذية العالمي في بيانٍ له عقبَ استمرار الاشتباكات بين الجيش والدعم السريع. |                                                                                        |                          |

اليوم الثامن
أعلنت نقابة أطباء السودان عن ارتفاع عدد الضحايا المدنيين منذ بداية الاشتباكات إلى 243 قتيلًا و1335 مصابًا، فيما رجَّحت مصادر أخرى أنّ العدد أكبر بكثير مع وجود ضحايا لم يتم إحصائهم بعد. الأزمة الإنسانيّة في السودان لم تتوقّف عند سقوط عددٍ من القتلى والجرحى في صفوف المدنيين فحسب، بل امتدَّت للمستشفيات ما فاقمَ من تأزّم الوضع، وبحسبِ نقابة الأطباء في السودان دائمًا فإنَّ 55 مستشفى توقَّفَ عن الخدمة بسبب الاشتباكات الدائرة بين الجيش وقوات الدعم السريع. إحصائيات منظمة الصحة العالمية كانت أكبر حيثُ أعلنت مقتل 413 شخصًا وإصابة 3551 منذُ بداية الاشتباكات.
اليوم العاشر
لم يتم تحديث عدد الضحايا في اليوم التاسع، ثمّ صدر بيان اليوم العاشر والذي وصلَ فيه عدد القتلى في صفوف المدنيين بحسب نقابة أطباء السودان إلى 273 قتيلًا وأزيد من 1500 جريح. استمرَّ عددُ المستشفيات المدمَّرة في تصاعدٍ هو الآخر، ووصلَ بعد عشر أيامٍ من الاشتباكات والمعارك إلى 55 مستشفى مدمَّرًا أو شبه مدمَّر من أصل 79 مستشفًا متواجدًا في مناطق الصراع.
اليوم الحادي عشر
ارتفعَ عدد قتلى الاشتباكات في صفوفِ المدنيين إلى 291 بينما بلغت الإصابات نحو 1700، أمّا المستشفيات فقد توقَّف أكثر من نصفها عن العمل في مناطق الاشتباكات. أعلنت منظمة الصحة العالمية خلال هذا اليوم عن أرقام جديدة قائلةً إنّ هذه الاشتباكات تسببت في مقتل أكثر من 459 شخصًا ومؤكّدةً قي نفس الوقت أنّ العدد الحقيقي قد يكون أكبر بكثير.

## إجلاء الرعايا
أفضى الصراع المشتعل بدول عدة حول العالم إلى إجلاء رعاياها برا وبحرا وجوا سواء الدبلوماسيين أو المواطنين.
السعودية: بعد أسبوع من بدء الأزمة، نظمت السعودية عمليات إجلاء واسعة من السودان شملت مواطنيها ومواطني عدد من البلدان حول العالم، بدأت في يوم 22 أبريل 2023، وانتهت في يوم 12 مايو 2023 بإجلاء 8455 شخص، منهم 404 شخص من مواطنيها، و8051 من 110 جنسيات أخرى.

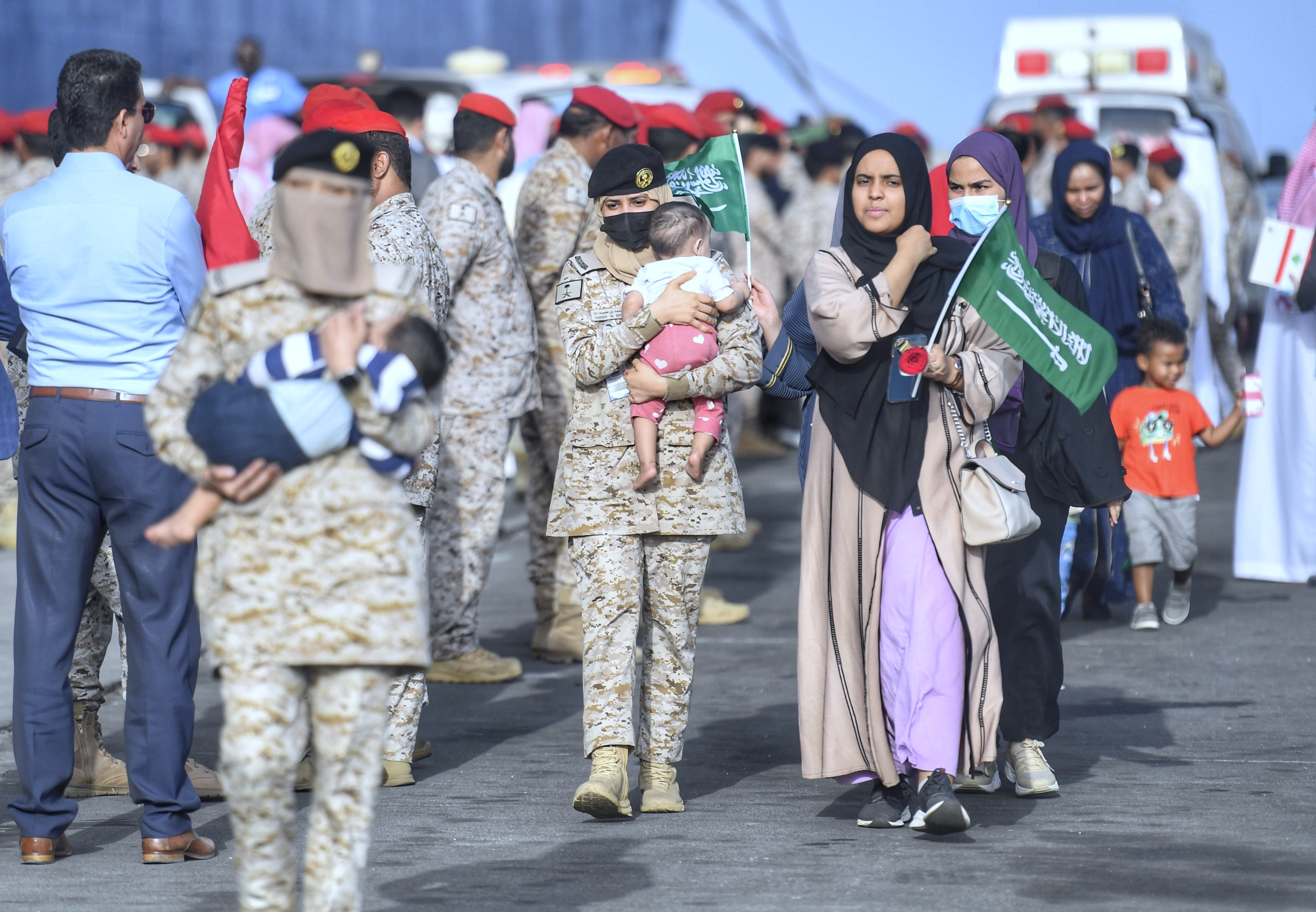
أثناء عمليات إجلاء السعودية لمواطنيها ورعايا الدول الشقيقة والصديقة لها.

إسبانيا: أجلت نحو 60 شخص على متن طائرة عسكرية، من بينهم السفير موظفي السفارة إلى جانب 30 مواطنًا من جنسيات أوروبية وأميركية لاتينية، وذلك نقلا عن التلفزيون الإسباني الرسمي.
ألمانيا: أعلنت الحكومة الألمانية عن بدء تنفيذها مهمة إجلاء رعاياها الذين يزيدون عن 150 مواطنًا، حيث أكدت وزارة الدفاع الألمانية أنها ستصطحب مواطنين تابعين للاتحاد الأوروبي ورعايا آخرين بقدر الإمكانات المتاحة.
فرنسا: أجلت الحكومة الفرنسية بواسطة قواتها المسلحة 936 شخصًا من السودان، من بينهم 214 فرنسيًّا، وقد شارك في هذه العملية وزارة أوروبا والشؤون الخارجية من خلال مركز الأزمات والدعم التابع لها.
إيطاليا: أجلت طائرتان عسكريتان إيطاليتان أقلعتا من جيبوتي 96 شخصًا من السودان منهم 83 إيطاليًّا و13 آخرين، ومن بينهم أطفال والسفير الإيطالي، وقالت وزارة الخارجية الإيطالية على لسان نائب وزير خارجيتها إنها ستجري إجلاء نحو 200 شخص منهم 140 إيطاليًّا و60 من بلدان أخرى.
بريطانيا: أفادت الحكومة البريطانية أنها أجلت 1888 شخصًا من السودان على متن 21 رحلة جوية، وتقدر الحكومة أن عدد البريطانيين الموجودين هناك بنحو أربعة آلاف شخص.
هولندا: أكدت وزارة الخارجية الهولندية أنه تم إجلاء نحو 100 هولندي من السودان إلى الأردن على متن أربع رحلات إجلاء هولندية، حيث تعلم الحكومة على إجلاء نحو 150 هولنديًّا في المجمل.
الولايات المتحدة الأمريكية: أعلنت وزارة الخارجية الأمريكية في بيان لها أن قافلة نظمتها الحكومة تحمل مواطنين أمريكيين وموظفين محليين ومواطنين من دول حليفة وشريكة وصلت إلى بورتسودان في 29 أبريل، وقدرت الوزارة عدد الأميركيين في السودان في الوقت الراهن بنحو 16 ألفًا، غالبيتهم مزدوجو الجنسية.
روسيا: أعلن السفير الروسي لدى السودان أن 140 مواطنًا روسيًّا من أصل 300 أكدوا رغبتهم للسفارة بالرحيل من السودان.
مصر: تمكنت الحكومة المصرية من إجلاء 5327 مصريًّا منذ اندلاع الحرب السودانية، حيث نفذت القوات المسلحة المصرية 9 طلعات جوية ليصل إجمالي تلك الطلعات إلى 23 طلعة جوية.
كندا: أعلنت وزارة الخارجية الكندية أن من بينها فرنسا وألمانيا ساعدت في إجلاء نحو 100 كندي من السودان، وأن كندا تعمل على إجلاء المزيد من المدنيين.

## التداعيات الاقتصادية
فاقم الصراع القائم بين قوات الجيش السوداني وقوات الدعم في السريع، من الأزمة الاقتصادية التي تشهدها السودان في ظل ارتفاع المؤشرات السلبية المرتبطة بارتفاع التضخم، وتراجع العملة المحلية مقابل الدولار الأمريكي، ووقف خطة الدعم الدولي من جانب المؤسسات الاقتصادية الدولية والدول الكبرى وفي مقدمتها الولايات المتحدة، فبحسب مركز الإمارات للسياسات؛ دمر الصراع المسلح بين الطرفين آمال السودانيين في خفض التضخم المتزايد وإنعاش الاقتصاد وتحقيق معدل نمو إيجابي لم يتحقق منذ مدة طويلة، حيث من المتوقع أن يَنتُج عن الصراع الحالي فقدان للاستثمارات الخارجية، مع تزايد التأثير السلبي للمواجهات المسلحة على مختلف محاور الاقتصاد السوداني.
ويواجه الاقتصاد السوداني في ظل الصراع الحالي مستقبلاً مجهولاً، لاسيما أنه كان يعاني من ضغوط وأزمات مختلفة خلال العقود الماضية، أبرزها العجز المستمر في الميزان التجاري منذ انفصال الجنوب عام 2011 بموارده البترولية، إضافة إلى النقص الحاد في العملات الأجنبية، إلى جانب بلوغ معدلات التضخم 63% في فبراير الماضي من عام 2023، كما زادت قيمة الدين الخارجي إلى 62.2 مليار دولار عام 2021، والدين الداخلي إلى 12.5 مليار دولار في نفس العام حتى بلغت نسبة الدين الحكومي 128% العام الماضي، وارتفعت معدلات البطالة إلى 19.8% والفقر إلى 46.5%، وارتفعت معدلات الجوع مع استمرار الصراعات القبلية وكثرة عدد اللاجئين من دول الجوار.
ومع انطلاق شرارة الصراع الأولى بين قوات الجيش السوادني وقوات الدعم السريع، بدأت نُذر الأزمات الاقتصادية والإنسانية والصحية تتشابك مع الأزمة السياسية، إذ عكست هشاشة البنية التحتية والانهيار السريع لمفاصل الدولة، مما زاد من الحاجة الماسة إلى المساعدات الإنسانية والغذائية، وتحديدًا الماء والمأوى المناسب، في ظل تعرض منظمات الإغاثة الدولية وغيرها من الجهات إلى النهب.
من المتوقع أن تمتد تداعيات الحرب السودانية الجارية وآثارها إلى دول الجوار السبع: مصر وليبيا وتشاد وجنوب السودان وأفريقيا الوسطى وإثيوبيا وإريتريا، والتي لكل منها أزمة داخلية مختلفة وتعاني عدم استقرار سياسي أو اقتصادي أو تتشابك في قضايا إقليمية مثل سد النهضة، إضافة إلى الأثر الذي يمكن أن يطاول أمن البحر الأحمر وانعكاساته على التجارة الدولية عبر ممراته.

## ردود الفعل

### المحليّة
- حزب المؤتمر السوداني: طلبَ حزب المؤتمر من شركائهِ المحليين والمجتمع الدولي التدخل السريع لإسكات صوت المدافع والرصاص.[230]
- تجمع المهنيين السودانيين: دعا تجمّع المهنيين الذي كان له بارز في قيادة الاحتجاجات التي أسقطت الرئيس السابق عمر البشير إلى تماسك فئات المجتمع وقوى الثورة لعزل ما سمَّاها «محاولات الدفع إلى هاوية الاقتتال الأهلي».[231]
- حزب الأمة القومي: طالبَ بالوقف الفوري لإطلاق النار في مواقع الاشتباك.[232]
- لجان المقاومة السودانية: دعَت لجان المقاومة بالخرطوم لإسكات صوت البنادق ووقف الحرب فورًا وعدم قبول نتائجها أيا كانت.[233]

### العربية
- مصر: نشرت الخارجية المصرية بيانًا أوضحت فيهِ قلقها من تطورات الوضع بالسودان وطالبت الأطراف بممارسة ضبط النفس وإعلاء المصالح العليا للبلاد.[234]
- قطر: دعت الخارجية القطرية لوقفِ القتال فورًا في السودان مطالبةً بممارسة أقصى درجات ضبط النفس والاحتكام لصوت العقل.[235]
- السعودية: أعربت الخارجية السعودية عن قلقها البالغ جراء التصعيد والاشتباكات بين الجيش وقوات الدعم السريع في السودان، ووجه العاهل السعودي الملك سلمان وولي عهده بتقديم مساعدات إنسانية متنوعة بقيمة 100 مليون دولار أمريكي، وتنظيم حملة تبرعات شعبية لصالح الشعب السوداني.[236] في يوم 6 مايو 2023 أعلنت السعودية استضافة ممثلون عن القوات المسلحة السودانية وقوات الدعم السريع للقيام بمحادثات تمهيدية في مدينة جدة، واستمرت المحادثات بين الطرفين عدة أيام، بهدف تحقيق وقف فعال قصير المدى لإطلاق النار، وتسهيل وصول المساعدات، واستعادة الخدمات الأساسية، ووضع جدول زمني لمفاوضات حول وقف دائم للأعمال العدائية، وفي يوم 11 مايو 2023 أعلنت السعودية والولايات المتحدة الأمريكية عن توقيع ممثلو القوات المسلحة السودانية وقوات الدعم السريع على إعلان جدة وهو إعلان الالتزام بحماية المدنيين في السودان، وفي يوم 21 مايو 2023 أعلنت السعودية والولايات المتحدة عن توقيع اتفاقية لوقف إطلاق النار قصير الأمد والترتيبات الإنسانية بين ممثلو القوات المسلحة السودانية وقوات الدعم السريع في مدينة جدة.[237][238][239][240] وفي أكتوبر 2023 أعلنت وزارة الخارجية السعودية، بدء المحادثات بين الجيش السوداني وقوات الدعم السريع في مدينة جدة، على أن تتركز على 3 أهداف رئيسية هي، تسهيل إيصال المساعدات الإنسانية، وتحقيق وقف إطلاق النار وإجراءات بناء الثقة.[241]

### الدولية
المنظمات الدوليّة
- الأمم المتحدة: دعَت الأمم المتحدة إلى وقف فوري للقتال في السودان ومحاسبة المسؤولين عن قتل المدنيين دون تأخير.[242][243]
- اللجنة الدولية للصليب الأحمر: طالبت اللجنة الدولية للصليب الأحمر بالسودان كل الأطراف المنخرطة في هذه الاشتباكات إلى اتخاذ التدابير كافة لتسهيل عمل المنظمات الإنسانية.[244]
- وفي 7 فبراير 2024، حثت الأمم المتحدة، الدول على عدم نسيان المدنيين الذين يئنون تحت وطأة الحرب في السودان وأطلقت نداء لجمع 4.1 مليار دولار لتلبية احتياجاتهم الإنسانية، وكذلك تقديم الدعم لأولئك الذين فروا إلى دول مجاورة.[245]
- وفي 20 مارس 2024 حذر مكتب الشؤون الإنسانية التابع للأمم المتحدة من أن الصراع المستمر منذ عام تقريبا وضع السودان في طريقه ليصبح أسوأ أزمة جوع في العالم، مع ارتفاع معدلات سوء التغذية وحصد أرواح الأطفال.[246][247][248]

الدول
- الولايات المتحدة:
  - البيت الأبيض: أعلنَ البيت الأبيض أنَّ ما يُركّز عليه هو حث طرفي الصراع في السودان على وقف العنف والالتزام بوقف إطلاق النار، وفي التفاصيل أضاف أنه ينظر في مجموعة من الأدوات التي يُمكن استخدامها لإجبار طرفي الصراع على وقف العنف.[249]
  - الخارجية الأمريكية: حثَّت وزارة الخارجية الجيش السوداني وقوات الدعم السريع على وقف إطلاق النار إلى ما بعد العيد.
- المملكة المتحدة: ذكرت الخارجية البريطانية في بيانها أنَّ العمل العسكري لن يؤدي إلى سلام طويل الأمد في السودان بل يتحقق ذلك عبر مفاوضات صريحة داعيةً القادة العسكريين إلى إنهاء الأعمال العدائية لاستئناف الحوار السياسي.[250]
- ألمانيا: دعت الخارجية الألمانية الجانبين (القوات المسلحة والدعم السريع) إلى إلقاء السلاح والدخول في محادثات، كما انتقدت الجنرالات في البلد والذين وصفتهم بالجنرالات الذين يخوضون صراعًا على السلطة بدلًا من تسليمها إلى حكومة مدنية.[251]
- فرنسا: جدَّدت الخارجية الفرنسية الدعوة لقائدي الجيش وقوات الدعم السريع لوقف القتال وقبول الهدنة لضمان سلامة المدنيين.[252]
- تركيا: دعَت الخارجية التركية الأطراف السودانية للالتزام بإنجازات العملية الانتقالية والحوار مؤكّدة على أنَّ حل إلا عبر الإجماع.[253]
- روسيا: أعربت السفارة الروسية في الخرطوم عن قلقها من تصاعد العنف وحثَّت مختلف الأطراف على وقف إطلاق النار.[254]
- الصين: عبَّرت الخارجية الصينية في بيانها عن شعورها بقلق بالغ إزاء تطورات الوضع في السودان وحثَّت هي الأخرى طرفي النزاع على وقف إطلاق النار.[255]